# Juan Pablo Colinas Ferreras
Juan Pablo Colinas (Lleó, 2 de setembre de 1978) és un exfutbolista castellanolleonès, que ocupava la posició de porter.

## Trajectòria
Comença a destacar a la Cultural Leonesa, d'on passa a l'any 2000 al Deportivo Alavés. Després de dos anys al filial, la temporada 02/03 debuta amb el primer equip, tot disputant cinc partits a la màxima categoria. El conjunt basc baixa a Segona i durant els dos anys següents, hi disputa altres cinc partits per temporada.
L'estiu del 2005 fitxa pel CD Numancia, on es fa amb la titularitat, arribant als 41 partits a la temporada 06/07. La 07/08 la passa al CD Tenerife, i a l'any següent retorna a Sòria. En aquells moments el CD Numancia es trobava a Primera Divisió, i el porter lleonès hi juga 37 partits, sense poder evitar el descens de categoria.
La temporada temporada 09/10, el porter continuà a la màxima categoria, en ser fitxat per l'Sporting de Gijón el qual pagà al voltant d'uns 600.000 €. En la primera temporada es va guanyar la titularitat en la majoria de partits, de fet, la segona temporada va començar de la mateixa forma, però a finals de temporada va perdre la titularitat. El seu lloc en l'onze inicial el va ocupar el seu company Pichu.
L'estiu del 2013 va anunciar la seua intenció de no renovar el contracte amb l'equip asturià, tot i la voluntat de l'equip en renovar-lo el jugador va preferir canviar d'aires veient que no tenia la titularitat assegurada.